# スルビヤ・ド・トキヤ
スルビヤ・ド・トキヤ（セルビア語: Србија до Токија, ラテン文字転写: Srbija do Tokija、セルビアを東京へ）は、大セルビア主義者によってユーゴスラビア紛争中に使われた民族主義的スローガン。1991年にレッドスター・ベオグラードのサポーターグループ、デリイェ・セヴェルによって使用されたのが起源である。
1991年5月29日、ユーゴスラビア紛争の進行に伴って地域の民族間の緊張が高まる中、セルビアのサッカークラブであるレッドスター・ベオグラード（ツルヴェナ・ズヴェズダ）がUEFAチャンピオンズカップ決勝でフランスのオリンピック・マルセイユを破りユーゴスラビアのクラブとして初の欧州王者となり、インターコンチネンタルカップの出場権を獲得した。このインターコンチネンタルカップは日本の東京で行われることから、デリイェは「セルビアを東京へ」というチャントを作り歌った。そして12月8日、レッドスターは東京の国立競技場でチリのCSDコロコロを破り世界王者となった。
同じ年にスロベニアの独立に伴う十日間戦争、そしてその後も長期間続く全面戦争となったクロアチア独立によるクロアチア紛争が起こっていた。「セルビアを東京へ」のフレーズはセルビアの勝利を祈念するものとして紛争に結びつき、特に民族主義者や、紛争に加担したセルビア人の民兵組織によって使用されるようになった。
このスローガンが書かれた落書きはセルビア本国やボスニア・ヘルツェゴビナなどで見られた。同様の落書きはコソボ紛争時にはコソボ・メトヒヤでも見られた。
しかしながら、一連の紛争によって、セルビア人が代々住んでいた土地はクロアチアやボスニア・ヘルツェゴビナとなって独立していき、またコソボ紛争後の1999年にセルビアはコソボの支配権を失った。2006年にはモンテネグロも独立し、コソボの独立も既定路線となりつつあった。このように、次第に土地を失っていくセルビアを徐々に小型化されていくノキアの携帯電話に例えてスルビヤ・カオ・ノキヤ（セルビア語: Србија као Нокија, ラテン文字転写: Srbija kao Nokija、ノキアのようなセルビア）と皮肉られるようになった。